# Łanczyn (gmina)
Łanczyn – dawna gmina wiejska w powiecie nadwórniańskim województwa stanisławowskiego II Rzeczypospolitej. Siedzibą gminy był Łanczyn.
Gminę utworzono 1 sierpnia 1934 r. w ramach reformy na podstawie ustawy scaleniowej z dotychczasowych gmin wiejskich: Dobrotów, Krasna, Łanczyn i Sadzawka.
Po II wojnie światowej obszar gminy znalazł się w ZSRR.